# Beltiug
Beltiug è un comune della Romania di 3,222 abitanti, ubicato nel distretto di Satu Mare, nella regione storica della Transilvania. 
Il comune è formato dall'unione di 6 villaggi: Beltiug, Bolda, Ghirișa, Giungi, Rătești, Șandra.